# アガペイズ
『アガペイズ』は、山田玲司による日本の漫画作品。『週刊ヤングサンデー』（小学館）にて1998年から2000年まで連載された野球漫画。単行本は全9巻。
ビジュアル系バンドのリーダーを務める青年、水樹百合が想いを寄せる男性の甲子園出場のために野球に挑む姿を描く。野球漫画でありながら風水を取り入れていること、また、主人公の百合が同性愛者であり、彼を巡る動きが作品の特徴。

## 登場人物
水樹百合（みずきゆり）
本作の主人公。カリスマロックバンドのボーカル。ゲイセクシャルであり、小学校のころにただ1人優しくしてくれた同級生の虎輝を秘かに想い続けている。虎輝の為にアガペイズと悪魔の契約を交わす。
金田虎輝（かねだとらき）
百合の幼馴染。元プロ野球のスーパースターである父の陰に悩みながら生きていた。小さい頃から野球真っ最中の日々で、周りからは嫉妬され常に孤独であった。甲子園で大活躍し日本中の注目を集めドラフト1位指名されたその時に野球をやめる為に野球を続けているが、いまだ甲子園出場は叶っていない。
雨野渦女（あめのうずめ）
チームカルマレインのリーダーの女性。異性が好きだが百合の警戒を解かせるためにレズビアンであると嘘をつく。

## 用語
風水魔球
虎輝の甲子園出場を果たすため、百合が習得していく魔球。一つ使用するごとに、百合の音楽の才能は一つずつ失われていく。
アガペイズ
風水を自在に操る東洋の超能力集団。風水と言っても占いの延長のようなものではなく、人をも殺せるパワーを持った、中国道教のガイア・テクノロジー。百合がゲイであることを一目で見抜いた。